# Captain Hollywood Project
Captain Hollywood Project är en tysk eurodancegrupp med Tony Dawson Harrison som frontfigur. Gruppen bildades 1990, men har haft sina största hits under mitten av 1990-talet som t.ex. "More and More" och "Flying High".
Gruppen har även samarbetat med C. C. Catch.